# Калачики (Тугулымский муниципальный округ)
Калачики — деревня в Тугулымском городском округе Свердловской области, России.

## Географическое положение
Деревня Калачики муниципального образования «Тугулымского городского округа» расположена в 25 километрах к югу-юго-востоку от посёлка Тугулым (по автотрассе в 33 километрах), в лесной местности, вблизи истока реки Камышка (левый приток реки Балда). В окрестностях деревни располагается болото Камышинное. Другое название деревни – Юрты-Калачики.

## Население
| 2002 | 2010 | 2021 |
| ---- | ---- | ---- |
| 122  | ↘98  | ↘66  |